# Аристоксен

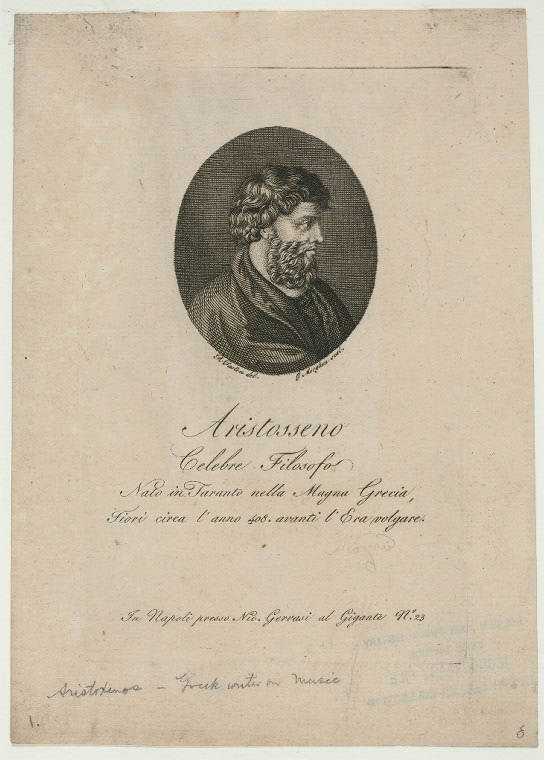
Аристоксен

Аристоксен (грец. Ἀριστόξενος) — давньогрецький філософ, один з найкращих учнів Арістотеля.

## Біографія
Походив із міста Тарент, жив в Афінах близько 350 до н. е. З його численних філософських творів, зокрема «Про закони виховання» та «Життєписи найзнаменитіших філософів», збереглися лише невеликі уривки, що наводяться іншими письменниками (зібрані К. Мюллером в його «Fragmenta historicorum graecorum» т. 2, Париж, 1848).
Разом з тим Аристоксен був одним з найдавніших грецьких письменників з музики. З творів останнього роду вціліли його «Άρμονικα στοιχειά» («Основи музики»), у трьох книгах, щоправда, з пробілами і в викривленому вигляді. Вони видані Мерзіусом (Лейден, 1646), а разом з латинським перекладом — Мейбомсом в його «Antiquae Musicae scriptores» (2 вид., 2 т. Амстердам, 1652) і критично розібрані Маркардом (з німецьким перекладом, Берлін, 1869). Уривки одного твору Аристоксена про музичний ритм, видані спочатку Мореллі разом з промовою Арістіда (Венеція, 1785). Пізніше вони були критично перероблені Фейснером (Ганау, 1848) і Бартельсом (Бреславль, 1854).
З численних творів його повністю збереглися лише «Елементи гармонії» і уривки з «Елементів ритміки». Обидва твори були видані грецькою та німецькою мовами з критичними коментарями П. Маркварда (1868).
Повертаючись до вчення піфагорійців, Аристоксен називає душу гармонією і вчить, що як музична гармонія є комбінація різних тонів, так і душа є поєднання окремих складових частин тіла. У своїй музичній теорії він закладає в основу музики не числа, подібно Піфагору, а єдино свідчення слуху, іншими словами, він переніс музику з галузі фізики в область естетики.